# Cophes
Cophes är ett släkte av skalbaggar. Cophes ingår i familjen vivlar.

## Dottertaxa tillCophes, i alfabetisk ordning[1]
- Cophes albescens
- Cophes albicollis
- Cophes albobrunneus
- Cophes alboguttatus
- Cophes albomaculatus
- Cophes alborhomboidalis
- Cophes albosparsus
- Cophes asperatus
- Cophes aspersus
- Cophes atrofasciatus
- Cophes atrozonatus
- Cophes bicornis
- Cophes bifurcatus
- Cophes bituberculatus
- Cophes cinereus
- Cophes cognatus
- Cophes conicicollis
- Cophes cretatus
- Cophes cylindricornis
- Cophes decarinatus
- Cophes diffusus
- Cophes diversus
- Cophes dorsalis
- Cophes frontalis
- Cophes funebris
- Cophes gibbus
- Cophes griseus
- Cophes grossepunctatus
- Cophes hieroglyphicus
- Cophes longiusculus
- Cophes lutulentus
- Cophes occatus
- Cophes ornatus
- Cophes peruvianus
- Cophes quadricostatus
- Cophes recticollis
- Cophes rubromaculatus
- Cophes rudis
- Cophes rufonotatus
- Cophes rufulus
- Cophes semifasciatus
- Cophes subfasciatus
- Cophes sublinearis
- Cophes tenuis
- Cophes tricolor
- Cophes versicolor